# 基丹齊 (科洛梅亞區)
48°32′17″N 24°58′9″E / 48.53806°N 24.96917°E
基丹齊（烏克蘭語：Кийданці），是烏克蘭的村落，位於該國西部伊萬諾-弗蘭科夫斯克州，由科洛梅亞區負責管轄，面積5.56平方公里，2001年人口1,032，人口密度每平方公里185.7人。